# Ľudovít Lancz
Ľudovít Lancz (ur. 2 czerwca 1964, zm. 20 lipca 2004 w Bratysławie) – słowacki piłkarz występujący na pozycji obrońcy. Reprezentant Czechosłowacji. 20 lipca 2004 popełnił samobójstwo.

## Kariera klubowa
Lancz karierę rozpoczynał w 1983 roku w zespole ZŤS Petržalka, grającym w drugiej lidze czechosłowackiej. W sezonie 1983/1984 awansował z nim do pierwszej ligi. W 1985 roku odszedł do także pierwszoligowej Dukli Praga, z którą w sezonie 1985/1986 zajął 3. miejsce w lidze.
W 1986 roku Lancz przeszedł do Dukli Bańska Bystrzyca i spędził tam sezon 1986/1987. Następnie grał w Interze Bratysława, Artmedii Petržalka oraz ponownie w Interze. W 1991 roku został graczem Slovana Bratysława. W sezonie 1991/1992 zdobył z nim mistrzostwo Czechosłowacji.
W 1992 roku Lancz odszedł do francuskiego Angers SCO z Division 2. W sezonie 1992/1993 zwyciężył z nim w tych rozgrywkach, jednak potem wrócił do Slovana. Dwukrotnie wywalczył z nim mistrzostwo Słowacji (1994, 1995), a także raz Puchar Słowacji (1994). W 1995 roku zakończył karierę.

## Kariera reprezentacyjna
W reprezentacji Czechosłowacji Lancz zadebiutował 16 października 1991 w wygranym 2:1 meczu eliminacji Mistrzostw Europy 1992 z Albanią, w którym strzelił też gola. W latach 1991–1992 w drużynie narodowej rozegrał dwa spotkania.